# ビッグアップル (港区)
株式会社ビッグアップル（英文社名: BIG APPLE Co., Ltd）は、東京都港区に本社を置く日本の芸能プロダクション。

## 概要
株式会社バーニングプロダクションの系列会社であり、所属アーティストの音源管理は、株式会社バーニングパブリッシャーズが行っている。
1985年に中山美穂が歌手デビューをする時にバーニングプロダクションから中山の個人事務所のれん分けとして分社化された。中山を発掘した山中則男が創業者で初代社長となっている。
前社長の木村正明は、大物歌手や有名芸能人のイベント企画を多数手掛けている株式会社オフィスプロペラの代表取締役社長であり、同じバーニングプロダクション系列の株式会社プロシード、株式会社サムデイ、株式会社プロダクションオーロラの取締役にも名を連ねている。元監査役の樋口紀男は、生前にバーニングパブリッシャーズ常務取締役、株式会社エンドレス・コミュニケーションズの代表取締役会長などを務めていた。歴代社長は山中則男、桜井良樹、木村正明、鈴木伸佳。
※注意：2008年10月まで存在した芸能プロダクションのビッグアップル（後にヒラタオフィスと合併で消滅）とは別企業である。

## 所属タレント
- 島崎遥香（元AKB48）

## かつて所属していたタレント
- 井澤健
- いしだ壱成
- いしのだなつよ
- 小川エリカ
- 川本真琴
- 北出菜奈
- 木村由姫
- 中山美穂
- 西村ミツアキ
- 堀江奈々
- 畠田理恵
- 松永京子
- 真弓倫子